# 보리스 3세
보리스 3세(불가리아어: Борис III, 1894년 1월 30일 - 1943년 8월 28일)는 불가리아의 2대 차르이다.
1918년 즉위한 이후 점점 더 전제군주제로 통치하기 시작했고, 1923년부터는 절대왕정을 부활시키며 스스로를 신격화하였다. 그는 재위 말기 나치 독일과 적극적으로 협력하며 대량 학살과 홀로코스트를 일으킨 책임이 있다.
그의 봉건적인 왕국은 점점 더 대중의 지지를 잃었고 강렬한 저항에 직면했다. 장남인 시메온 삭스코부르크고츠키가 왕위를 계승했으나 1946년 불가리아 인민공화국 수립으로 불가리아 왕국은 종말을 맞게 되었다.